# Ataenius crenatipennis
Ataenius crenatipennis är en skalbaggsart som beskrevs av Macleay 1871. Ataenius crenatipennis ingår i släktet Ataenius och familjen Aphodiidae. Inga underarter finns listade.